# Karl-Heinz Nonnenbruch
Karl-Heinz „Kalle“ Nonnenbruch (* 24. Juli 1941; † 2006 in Recklinghausen) war ein deutscher Fußballspieler. Er absolvierte in den Jahren 1974 bis 1976 insgesamt 61 Spiele in der 2. Fußball-Bundesliga für DJK Gütersloh und erzielte dabei sechs Tore.

## Sportliche Laufbahn
Der Verteidiger Nonnenbruch begann seine Karriere bei der SpVgg Gräfrath in Solingen. Über Union Ohligs, der SpVg Beckum, der SpVgg Bad Pyrmont, SuS Lage und VfB 03 Bielefeld wechselte er im Jahre 1969 zu den „Blauen“ der DJK Gütersloh. Er debütierte unter Trainer Günter Luttrop beim ostwestfälischen Aufsteiger am Starttag der Saison 1969/70, den 17. August 1969, in der Fußball-Regionalliga West. Beim torlosen 0:0-Remis bei der SpVgg Erkenschwick bildete er zusammen mit Heinz Michallik das Verteidigerpaar der von einem Möbelhersteller gesponserten DJK-Elf. Stürmer Jürgen Todebusch erzielte 14 Tore in der Runde; Arminia Bielefeld wurde Vizemeister und schaffte in der Aufstiegsrunde den Bundesligaaufstieg; die DJK erreichte den zehnten Platz und Nonnenbruch hatte in 32 Ligaspielen für die Elf aus dem Heidewaldstadion verteidigt. Im zweiten Regionalligajahr, 1970/71, brachte er es wiederum auf 32 Einsätze, erzielte dabei aber als Abwehrspieler fünf Tore und die DJK stand am Rundenende auf dem achten Platz. Neuzugang Hans-Jürgen Kurrat hatte dazu 16 Tore beigesteuert. Besondere Spiele waren der 2:1-Heimerfolg gegen den späteren Vizemeister Fortuna Düsseldorf und das 2:2-Remis beim Meister VfL Bochum.
Ab der Saison 1971/72 gab es für Nonnenbruch und die DJK in der Regionalliga West die Lokalderbys gegen die „Grünen“ vom SV Arminia Gütersloh zu bestreiten. Im letzten Jahr der zweitklassigen Regionalliga, 1973/74, ragte das 2:2-Heimremis gegen den späteren Meister SG Wattenscheid 09 und die zwei Erfolge (3:2/3:0) gegen den SVA heraus. Die DJK verabschiedete sich aus der Regionalliga mit dem neunten Platz und Nonnenbruch hatte von 1969 bis 1974 insgesamt 157 Regionalligaspiele absolviert und dabei neun Tore erzielt. Er ist damit der Rekordspieler der DJK Gütersloh.
Nonnenbruch gehörte mit DJK Gütersloh in der Debütsaison der 2. Fußball-Bundesliga, 1974/75, der Gruppe Nord an. Unter Trainer Rudi Schlott startete die DJK am 4. August 1974 mit einer 2:5-Niederlage bei Göttingen 05 in den jetzt leistungsmäßig auf zwei Staffeln konzentrierten Unterbau der Bundesliga. Mit Torhüter Ulrich Granzow sowie den Feldspielerkollegen Eduard Angele, Dieter Meis und Heinz Diesen bildete er in Göttingen die Defensive der Ostwestfalen. In der 20er-Staffel belegte Gütersloh 1975 den 14. Rang und Nonnenbruch hatte in 37 Spielen drei Tore erzielt. Im zweiten Jahr, 1975/76, verhinderte auch der Trainerwechsel im Dezember 1975 von Schlott hin zu Karl-Heinz Feldkamp und die Mitspieler Alois Fortkord, Michael Piwowarski, Harry Fechner, Walter Oswald, Gerd Roggensack, Heribert Bruchhagen, Heinz Rudloff, Peter Füllbier und Wolfgang Rummenigge nicht den Abstieg. Im Sommer 1976 endete die Profikarriere des Abwehrspielers Karl-Heinz Nonnenbruch.

## Trivia
Nonnenbruch galt in der Mannschaft der DJK Gütersloh als Stimmungskanone. Auf dem Spielfeld legte er Wert, besonders kurze Hosen zu tragen, die den muskulären Zustand seiner Oberschenkel nicht verbargen.

## Lebensende
Nonnenbruch lebte zuletzt in Recklinghausen, wo er 2006 einem Krebsleiden erlag.